# Synagogue de Casale Monferrato
La synagogue de Casale Monferrato est une des plus importantes synagogues baroques du Piémont datant de la fin du XVIe siècle. Elle est située 44 Vicolo Salmone Olper, dans l'ancien ghetto de la ville.
Casale Monferrato est une ville italienne d'environ 36 000 habitants, située dans la province d'Alexandrie, dans la région du Piémont, dans l'Italie nord-occidentale. Casale Monferrato était anciennement la capitale de la province historique de Montferrat (en italien : Monferrato).

## Histoire de la communauté juive de Casale Monferrato

### Sous le marquisat de Montferrat
Selon la Jewish Virtual Library, la présence juive à Casale Monferrato date des années 1430. Jusqu'à cette date, il n'est fait aucune mention de la présence de familles juives installées dans la province, contrairement à d'autres régions du Piémont. Cette présence relativement tardive par rapport aux autres régions du Piémont s'explique par l'indépendance politique du marquisat de Montferrat par rapport à la Savoie jusqu'au XVIIIe siècle.
Les Juifs vivent en toute sécurité sous la dynastie des Paléologues jusqu'en 1533, puis de la famille Gonzague de Mantoue, et enfin des Gonzague de Nevers de 1536 à 1708.
Du XVIe au XVIIIe siècle, les Juifs de Montferrat sont contraints de payer de grosses sommes d'argent pour financer les dépenses militaires dues à des guerres incessantes. De plus, leur activité en ville est soumise à de nombreuses restrictions, comme l'interdiction pendant la semaine sainte et les autres fêtes chrétiennes de se déplacer en ville, ou l'obligation de porter en permanence pendant leurs déplacements, un ruban jaune comme signe distinctif.
En 1551, sept familles achètent un terrain pour en faire un cimetière. En 1570, le duc Gugliemo de Mantoue et Montferrat leur octroie des privilèges. En 1590, la vie communautaire s'organise et 25 familles achètent un terrain pour en faire un nouveau cimetière. Une synagogue est inaugurée en 1595, agrandie en 1662 et complètement rénovée en 1866.
En 1611, les Juifs sont accusés d'un crime rituel mais, contrairement à ce qui se passe ailleurs, cette calomnie n'a pas eu une issue tragique et les Juifs ont été entièrement acquittés.
Les Juifs de Casale pratiquent principalement le prêt sur gage. Les archives contiennent de nombreux documents concernant les règles régissant le gage : le taux d'intérêt qui peut être demandé par le créancier et qui ne doit pas dépasser 25 %, les dommages et intérêts dus au débiteur en cas de destruction des objets donnés en caution, pour des raisons de force majeure, telle que pillages ou incendies, ou pour des causes plus banales mais non intentionnelles, comme les rats ou les termites.
Les Juifs du Monferrato se consacrent également au commerce, et parfois même sur grande échelle : par exemple, Jona Clava et Salomone Jona deviennent en 1640 fournisseurs de Casale et de ses environs en blé, puis élargissent leur activité au commerce de bijoux et d'épices, et obtiennent même le monopole sur la vente des jeux de cartes à Casale.
Les Juifs participent aussi au commerce du plomb, du riz et du sel. Leur activité culmine en 1643, quand ils remportent l'adjudication pour la fourniture de céréales pour toute l'armée française à Casale : le général commandant des troupes devient leur partenaire. Ils obtiennent aussi le contrat pour la construction de fortifications, après avoir prêté de l'argent aux officiers de la garnison sans demander d'intérêt.

### Le rattachement à la Savoie
Le Montferrat est accordé à la maison de Savoie en 1708, ce qui sera confirmé par le traité d'Utrecht en 1713, et cette maison laissa aux Juifs la plupart de leurs libertés, car la maison de Savoie était l'une des plus tolérantes d'Europe avec eux. En 1724, ceux-ci furent cependant priés de ne pas résider au-delà de leurs quartiers. Cette partie de la ville réservée aux Juifs est située dans le quartier où résidaient déjà une majorité de Juifs. La synagogue y est construite au centre, dans un endroit protégé, dans une ruelle actuellement dénommée Salomone Olper. En même temps, les Juifs ont l'interdiction de posséder des propriétés. Bien que certains Juifs arrivent à éviter d'y être enfermés, le « ghetto », quoique relativement étendu, devient rapidement trop peuplé. En 1764, 136 familles totalisant 673 personnes y habitent. C'est le « ghetto » du Piémont le plus peuplé après celui de Turin.
La Révolution française et l'occupation napoléonienne (1799-1814) apportent une égalité temporaire à la minorité juive, et les portes du ghetto sont enlevées. Mais en 1814, elles sont reposées à la Restauration, pour n'être ôtées de façon définitive qu'en 1848, lorsque le roi Charles-Albert, dans le statut albertin, reconnait aux Juifs l'égalité des droits civiques et politiques. À cette époque, 850 Juifs vivent à Casale Monferrato.
En mars 1849, pendant la guerre entre le Piémont et l'Autriche, les troupes autrichiennes marchent sur Casale Monferrato, les Juifs participent activement à la défense de la ville. La défaite de l'Autriche est alors fêtée chaque année dans la tradition locale par un Pourim spécial, au mois de Nissan.
En 1888, la communauté compte 750 membres. En 1874, R. Flaminio Servi publie le journal Vessillo Israelitico, populaire parmi les Juifs italiens, qui paraîtra jusqu'en 1922.
Le nombre de Juifs à Casale Monferrato va alors commencer à diminuer en raison d'une émigration interne vers les grandes villes industrielles principalement de Turin et de Milan.

### La période fasciste et la Shoah
Casale Monferrato est avec Turin, Alessandria et Vercelli, l'un des quatre principaux centres de la présence juive au Piémont, reconnus par la loi Falco en 1930. En 1931, la communauté juive de Casale Monferrato comprend encore 112 membres, et 109 en 1938 lors de la promulgation des lois raciales. Au début de la Seconde Guerre mondiale, en 1940, ils ne sont plus que 79. Pour échapper aux lois raciales, 14 se convertissent au catholicisme, En 1943, après la capitulation de l'Italie, suivie de la fondation de la République sociale italienne (République de Salò) et l'arrivée de la Wehrmacht au Piémont, il n'y a presque plus de Juifs à Casale Monferrato, la majorité se réfugiant dans les grandes villes italiennes ou à la campagne et certains réussissant à rejoindre la Suisse.
En février et avril 1944, 19 Juifs restés en ville, principalement des personnes âgées et des malades, sont arrêtés et envoyés dans les camps d'extermination nazis. 40 autres Juifs habitants de Casale, mais ayant fui la ville, seront aussi arrêtés et envoyés à la mort. Un seul reviendra des camps après la guerre.
Après la guerre, la communauté ne compte plus que 44 personnes. Ce nombre chutera à 20 dans les années 1960.
Actuellement, la communauté compte une cinquantaine de membres, dont seulement 10 résidents.

## Histoire de la synagogue
La synagogue est construite en 1595 dans le quartier juif de la ville, plus d'un siècle avant la création du ghetto au début du XVIIIe siècle. Elle est séparée de la rue par une petite cour pour des raisons d'autodéfense, et pour se plier aux règles strictes qui régissent alors les relations entre Juifs et Chrétiens, aucune indication de sa présence n'est apparente de la rue. Dans les premiers mois de 1606, un four public destiné à la cuisson du pain azyme est ajouté au bâtiment.
À l'origine, la synagogue n'est formée que d'une simple pièce rectangulaire orientée nord-sud. En 1720 a lieu la première extension de la galerie.
Quand le ghetto est créé en 1723, la synagogue se trouve à l'intérieur de ses limites et n'a donc pas besoin de déménager. La population juive ayant nettement augmenté par la venue de Juifs des villes et villages voisins, principalement de San Salvatore Monferrato, la salle de prière est alors élargie. En 1823, le sol en marbre est restauré.
À la suite de l'émancipation de 1848, la synagogue subit en 1853, sous l'impulsion du rabbin Salomone Olper sa première transformation radicale: des murs sont abattus pour permettre une nouvelle expansion de la salle de prière et celle-ci est surélevée d'un étage afin d'accueillir une grande galerie pour les femmes. Cette galerie qui surplombe la salle réservée aux hommes et séparée de celle-ci par un treillis en bois.
Quelques années plus tard, en 1866, d'autres modifications substantielles sont apportées à la salle de prière: la porte d'entrée est déplacée au centre d'un des petits murs et l'Arche Sainte est placée en face d'elle sur le mur opposé, une mosaïque de style vénitien est exécutée sur le plancher et les bancs, initialement positionnés dans le sens de la longueur sur deux rangées se faisant face à face, sont maintenant disposés perpendiculairement à l'axe de la salle, tournés vers l'Arche Sainte.
À la suite du déclin démographique de la communauté juive au cours du XXe siècle, la synagogue subit une longue période de dégradation jusqu'en 1969, où elle fait l'objet d'une restauration minutieuse sous le contrôle des architectes Giulio Bourbon et Giorgio Lambrusco de la Direction des monuments de la Région du Piémont, qui classe la synagogue monument national.
La synagogue est aujourd'hui encore ouverte occasionnellement au culte, principalement pendant les fêtes religieuses. Le bâtiment incorpore un musée juif et sert de centre pour l'organisation de manifestations publiques liées au judaïsme, telles que conférences, concerts, expositions ou rencontres culturelles.

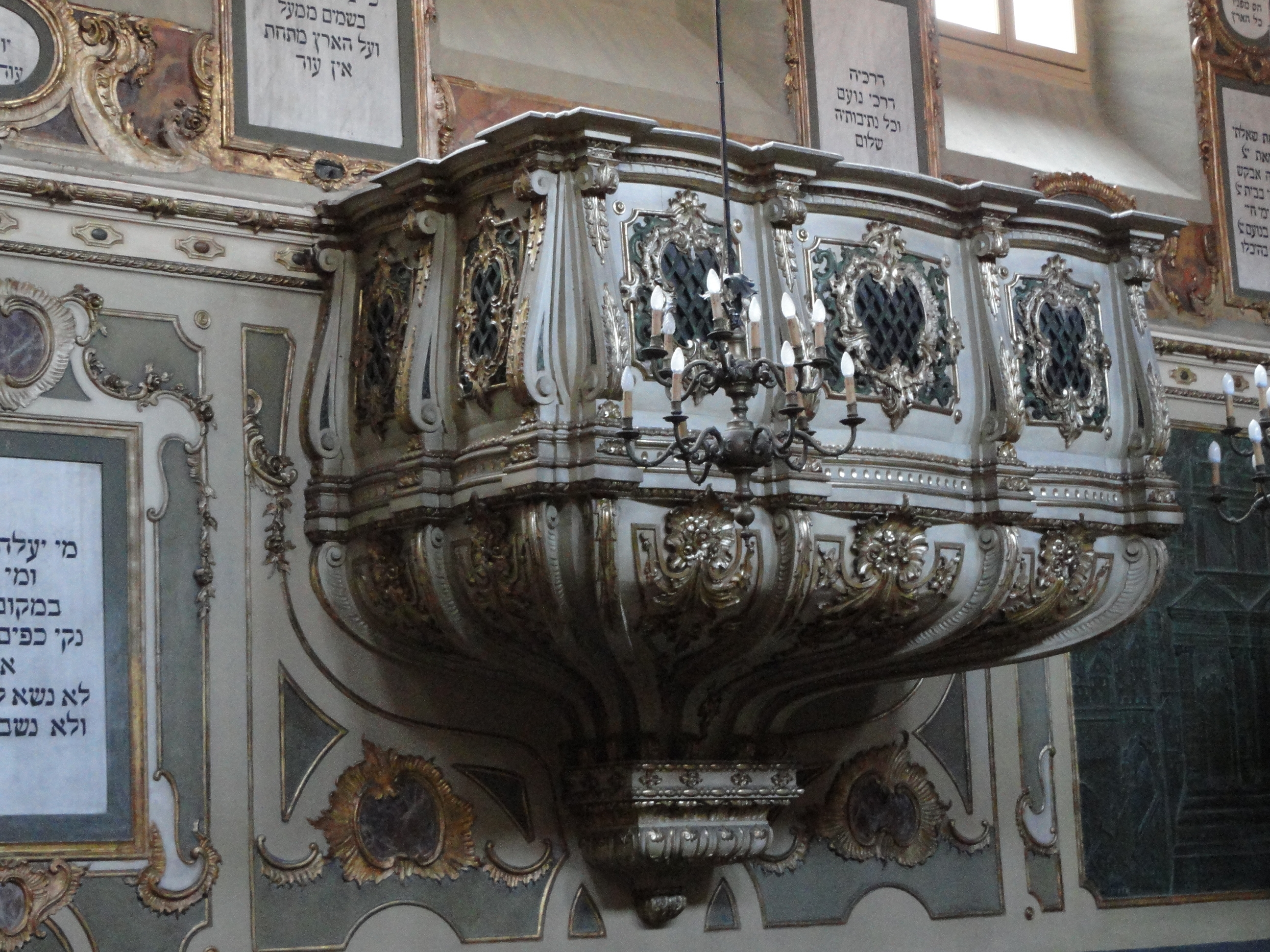
La chaire typiquement baroque

## Description de la synagogue

### L'intérieur baroque
En contraste avec l'extérieur très dépouillé, l'intérieur de la synagogue est richement orné de peintures et de stucs dorés, et conserve ses décorations baroques originales.
La salle se présente actuellement comme une grande surface rectangulaire peinte de couleurs vives, de 18 mètres de long par 9 mètres de large, avec une hauteur de 9 mètres, éclairée par 14 fenêtres, sept de chaque côté sur la longueur. Chaque fenêtre en bois est entourée de stuc doré.
Le plafond est formé d'une voûte en plein cintre, décorée de stucs dorés et de motifs floraux qui se détachent sur un fond bleu-vert. Sur ce fond, se distingue une phrase en hébreu en grandes lettres d'or: « זה שער השמים » (translittération: « z Shaar a shamaiym ») qui signifie « C'est ici la porte des cieux ». Plusieurs grands lustres en cuivre pendent du plafond.
La chaire, en bois peint et du plus beau style baroque, n'a aucune utilisation pratique dans une synagogue. Les galeries pour les femmes, qui servent actuellement de pièces pour le musée, sont séparées de la salle de prière réservée aux hommes par des moucharabiehs en bois peint de couleur or finement travaillé. Des galeries, les femmes ne peuvent qu'entrevoir la salle principale.

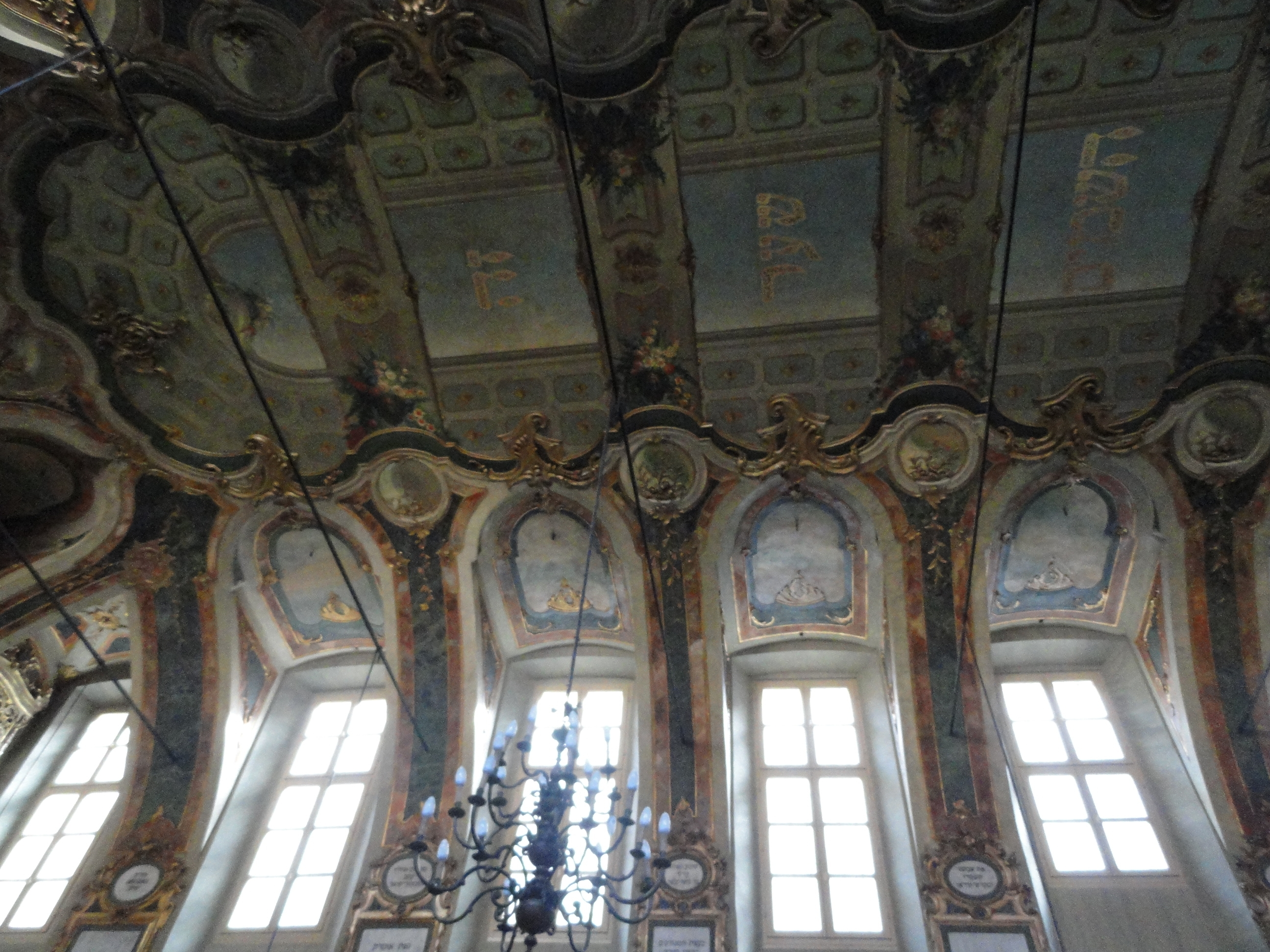
Le plafond avec la phrase en hébreu.
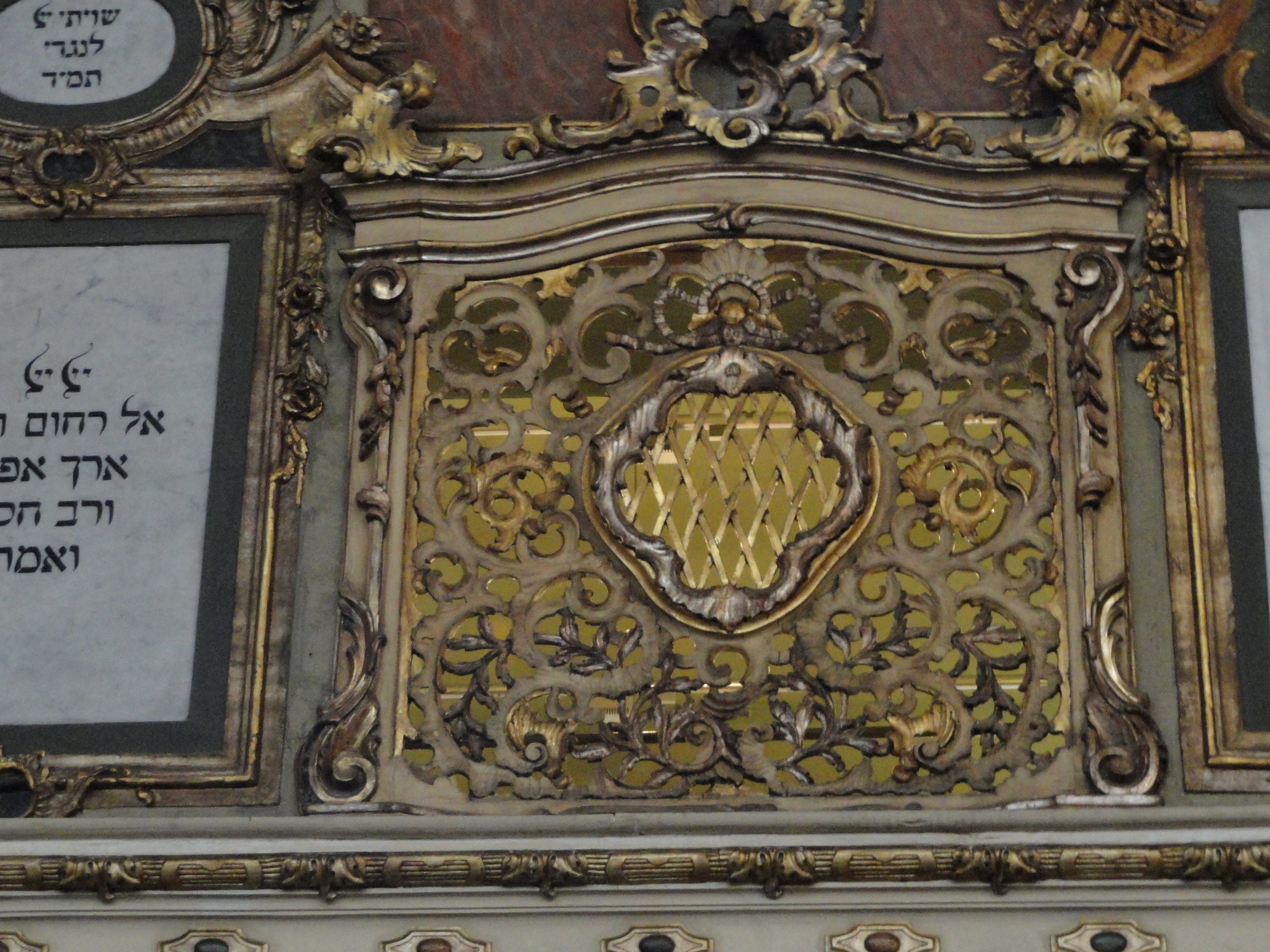
Le moucharabieh cachant la galerie des femmes.
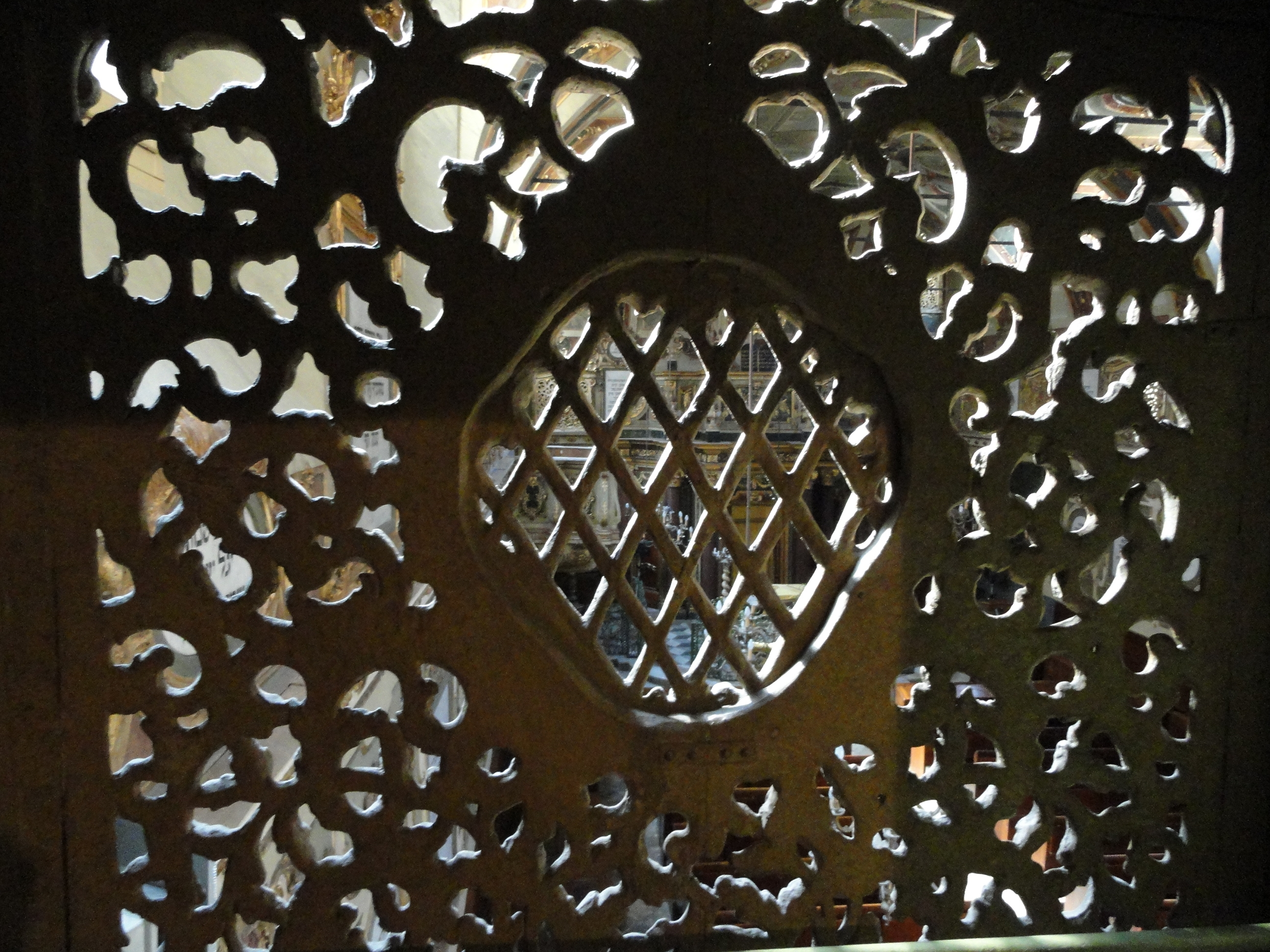
La salle de prière vue par les femmes au travers du moucharabieh

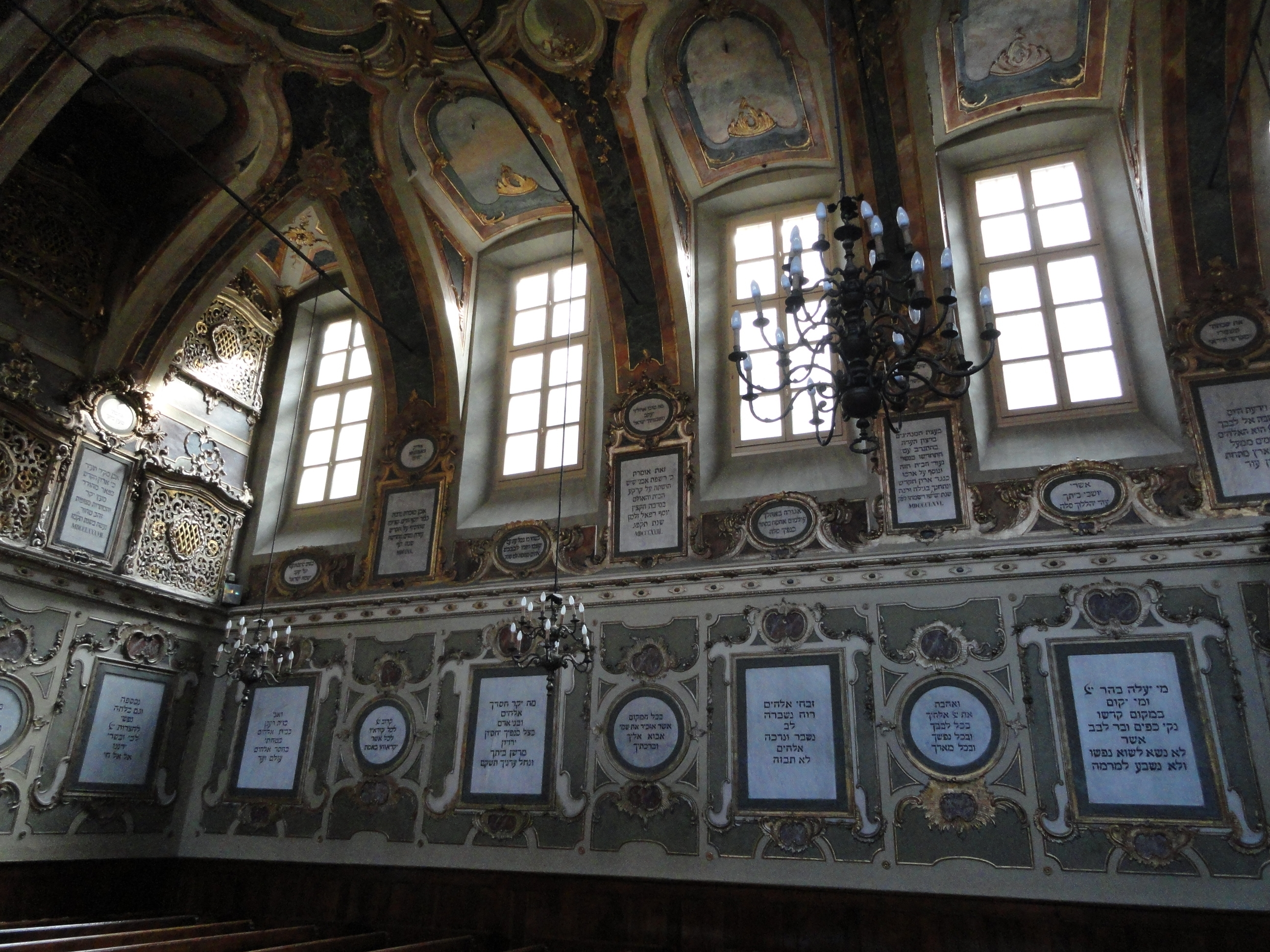
Aperçu des inscriptions sur le mur latéral

### Les inscriptions
Les murs sont couverts d'inscriptions en hébreu, écrites sur des plaques de marbre blanc de Carrare, disposées sur trois niveaux différents: des citations des Psaumes, sélectionnées par Giuseppe Levi, sur la rangée du bas et sur celle du haut, et des inscriptions commémoratives rappelant des faits concernant la vie de la synagogue ou des évènements historiques heureux pour la communauté juive de Casale, sur celle du milieu.
L'inscription la plus ancienne permet de dater la construction de la synagogue: « Cette plaque rappelle qu'en l'an 5355-1595 fut érigé cet oratoire en honneur du Dieu d'Israël ». Une autre inscription évoque la générosité de Giuseppe Vitta Clava: « En souvenir de la générosité de Giuseppe Vitta Clava, qui permit de décorer une nouvelle galerie pour les femmes 5480-1720 ». Une autre inscription commémore la restauration et l'embellissement de l'Arche Sainte: « Cette plaque témoigne que l'Arche Sainte, joliment décorée avec des bois précieux et des chapiteaux en or massif, a été construite en 5547-1787 ».

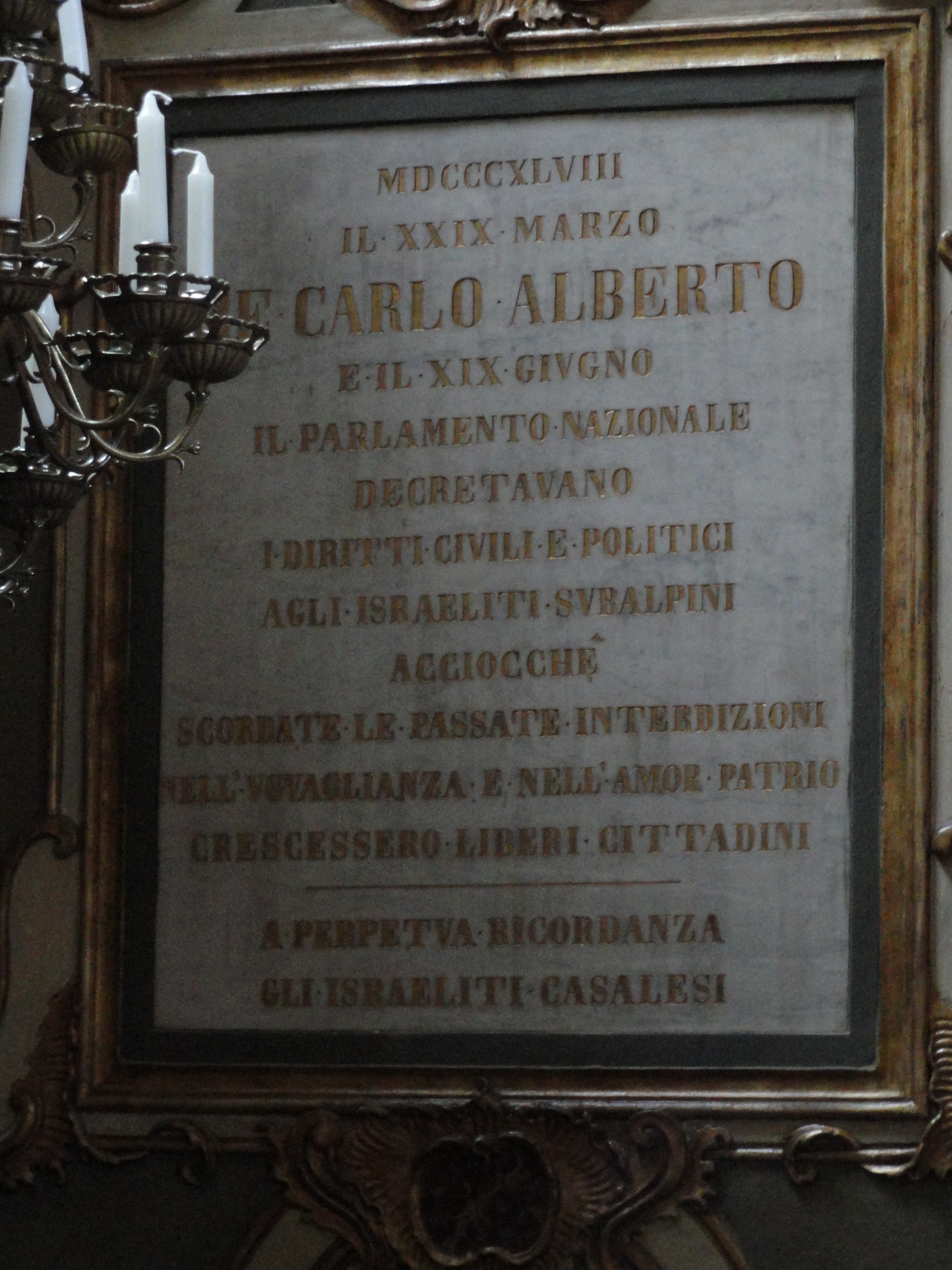
La seule inscription en italien remerciant le roi Charles Albert pour l'émancipation des Juifs

Deux plaques sont consacrées à la restauration du plancher de la synagogue grâce à une donation: « À la mémoire éternelle de la munificence du baron Giuseppe Raffael Vitta, qui permit d'installer le plancher de marbre dans la synagogue et dans la colonnade en l'année 5583-1823 », et à son agrandissement: « Par décision du président de la communauté, par la volonté de l'assemblée et par la générosité des membres, cette synagogue a été restaurée dans sa splendeur d'antan et allongée dans la partie en face de l'Arche Sainte. Elle fut restaurée avec beaucoup de joie et de bonheur en l'année 5626-1866 ».
Parmi les évènements historiques, une plaque concerne la fin du siège de la ville par les troupes espagnoles: « Jour de lumière et de joie pour commémorer notre libération et notre salut grâce à Dieu, par la levée du siège de la ville par les troupes espagnoles - 10 Adar 5389-1629 et Tishri 5391-1631 » et le jour où des bombes sont tombées sur la synagogue bondée sans causer de victimes: « Jour de chant et de gloire parce que Dieu nous a protégé et sauvé des bombes de ceux qui ont osé s’opposé à cette ville. 7 Iyar 5416-1656 ».
Deux plaques similaires, l'une en hébreu et l'autre, la seule plaque en italien de toute la synagogue, concernent l’émancipation des Juifs du Piémont en 1848.
Parmi les nombreuses inscriptions tirées de la Bible hébraïque, une citation du livre d'Isaïe, possède une portée plus œcuménique: « Car ma maison sera appelée une maison de prière, pour tous tes peuples ».

### L'Arche Sainte et la Bimah

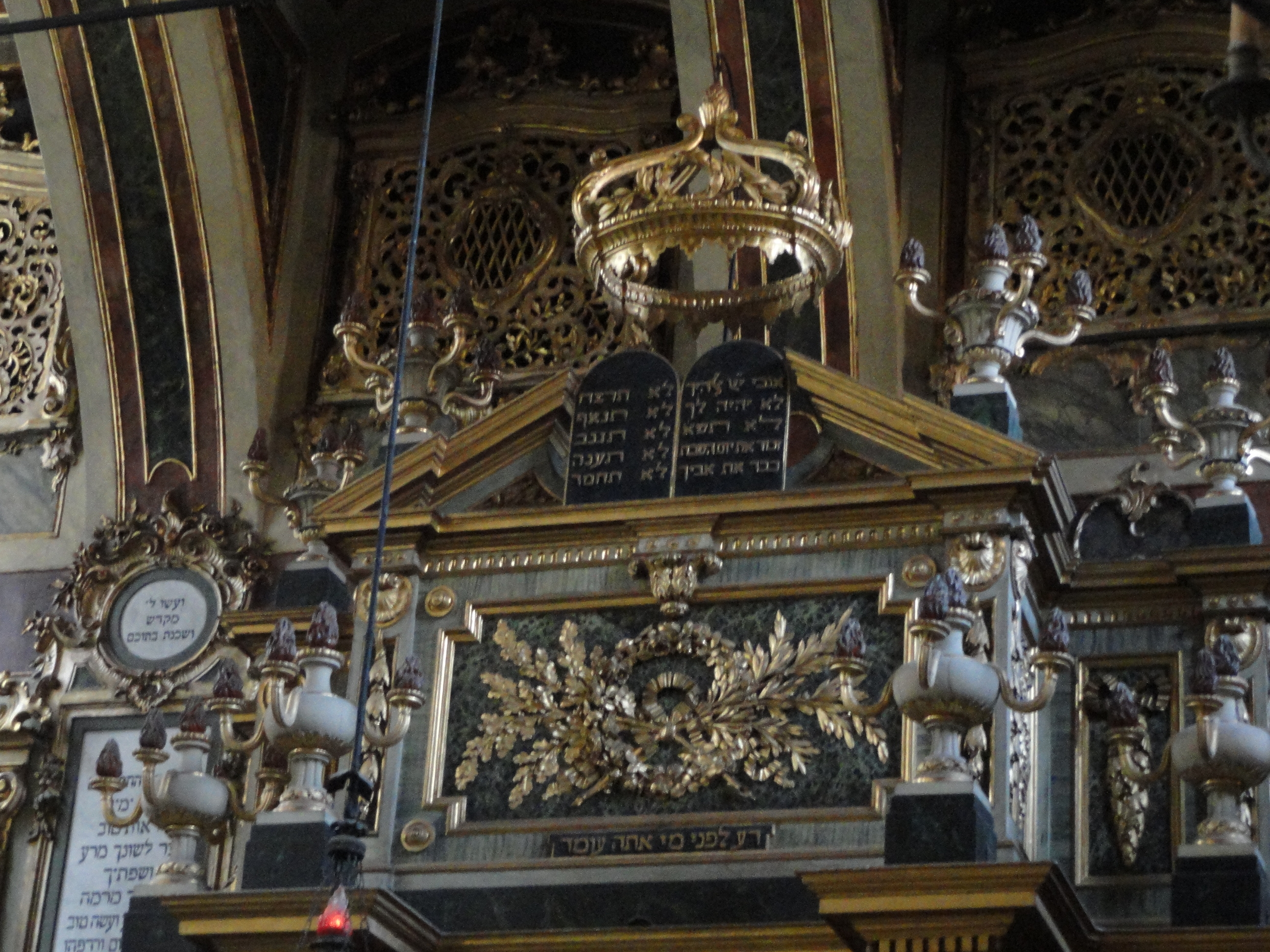
Détail du haut de l'Arche Sainte avec les Tables de la Loi et sa couronne dorée

L'Arche Sainte date de 1765, élargie et embellie en 1787. L'Arche ainsi que la Bimah font partie des meubles anciens d'origine, tandis que le chœur en bois a été rajouté lors de la restauration du XIXe siècle. Comme dans la majorité des synagogues, l'Arche Sainte est orientée vers Jérusalem.
L'Arche et la Bimah sont surélevées de deux marches par rapport au sol de la salle. L'Arche Sainte de style néoclassique possède un tympan soutenu par quatre colonnes rainurées monumentales en bois, peintes en marron sur fond vert pour imiter le marbre. Les chapiteaux corinthiens et les motifs en bois de chêne avec décorations florales sont peints en doré. L'intérieur est habillé d'un damas rouge avec des décorations en bois doré. Quand les portes de l'Arche sont ouvertes, on peut admirer sur celles-ci, les dix commandements écrits en bleu de cobalt, un Shofar, une Menorah et un Sefer Torah réalisés en bas-relief et dorés.
La Bimah est entourée d'une grille en fer forgé très travaillée, la table où est posé le rouleau de Torah pour sa lecture possède une base en fer forgé joliment décorée.
Deux rares bas-reliefs en plâtre du XVIe siècle, peints de façon à imiter le bronze sont accrochés sur les murs de chaque côté de la Bimah. Ils représentent à droite Jérusalem et le temple du roi Salomon, et à gauche la ville d'Hébron et le tombeau des Patriarches.

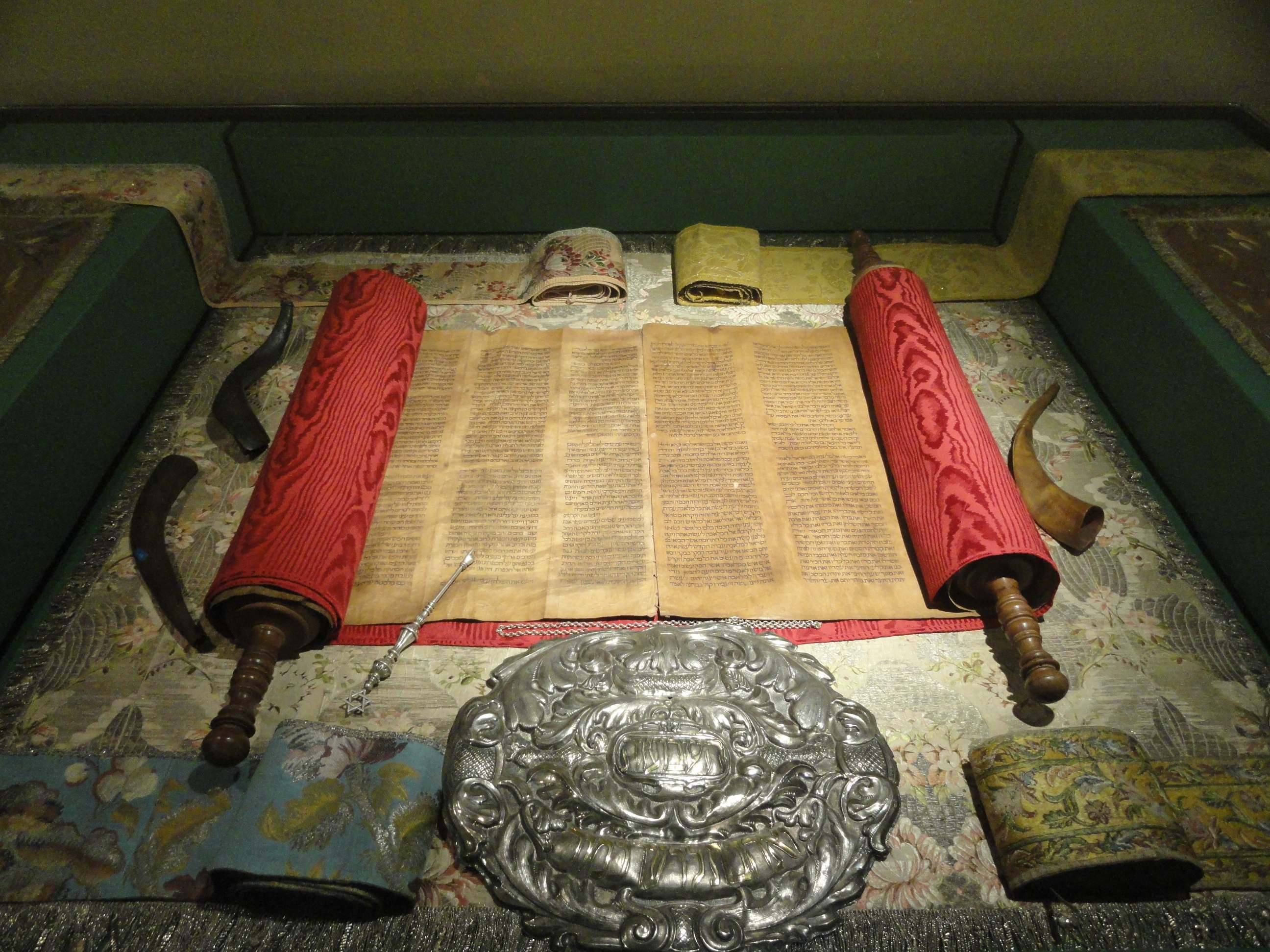
Un précieux Sefer Torah du XVIIe siècle écrit sur du cuir

## Le musée juif d'Art et d'Histoire
Ce musée, aussi connu sous le nom de Museo degli Argenti (musée de l'Argenterie), a été conçu par Giulio Bourbon, et se trouve au premier étage dans la galerie autrefois réservée aux femmes. Il présente de précieux objets cérémoniels en argent, des textiles brodés, ainsi que des objets relatifs aux fêtes juives et à la vie de tous les jours. Parmi les objets liturgiques exposés, on trouve des Tables de la Loi particulièrement précieuses, en bois doré, datant du XVIIIe siècle, des Sifrei Torah (rouleaux de Torah) anciens, de nombreuses paires de Rimonim (ornements de Torah) en argent, des Keter Torah (couronne de Torah), des Yadaim (pointeurs de Torah), des Talittot (châles de prière) avec des atarot en filigrane d'argent, des Parokhet (rideaux couvrant l'Arche Sainte) et des manteaux de Torah en tissus précieux. Au deuxième étage, la bibliothèque contient de nombreux manuscrits et livres de prière anciens.
La partie consacrée aux fêtes juives et à la vie quotidienne de la communauté, présente entre autres, une table préparée pour le Chabbat et une pour Pessa'h, une cabane pour Souccot (fête des cabannes), des Kétoubot (contrats de mariage), des ustensiles pour la Brit'milah (circoncision).
Le musée possède aussi des portraits micrographiques de Moïse et des rois Salomon et David, réalisés entièrement à l'aide de minuscules lettres hébraïques pour former l'image; chaque portrait est réalisé à partir d'un texte différent de la Bible hébraïque: de la Lévitique, du Cantique des Cantiques et du cinquième livre des Psaumes.